# Groß Kelle
Groß Kelle (bis 1998 „Groß-Kelle“) ist eine Gemeinde im Landkreis Mecklenburgische Seenplatte in Mecklenburg-Vorpommern. Sie wird vom Amt Röbel-Müritz mit Sitz in der Stadt Röbel/Müritz verwaltet.

## Geografie
Groß Kelle ist eine der kleinsten mecklenburgischen Gemeinden. Sie liegt inmitten der Mecklenburgischen Seenplatte, nahe dem Westufer der Müritz. Die landwirtschaftlich geprägte Gemeinde liegt am Kellerbach, der den Groß Keller See und die weiter westlich liegenden Seen zur Müritz entwässert (Großer Kreßinsee). Das leicht hügelige Gebiet westlich von Groß Kelle erreicht 88 m ü. NHN. Die Stadt Röbel/Müritz ist etwa sechs Kilometer entfernt.
Umgeben wird Groß Kelle von den Nachbargemeinden Sietow im Norden, Gotthun im Osten, Röbel/Müritz im Südosten, Leizen im Südwesten sowie Walow im Nordwesten.

## Geschichte
Im Jahre 1230 tauchte der Ort Kelle erstmals in einer Urkunde auf. Einen gewissen Bekanntheitsgrad erhielt die Ortschaft früh durch das Erd- und Steinkegelgrab.
Als Klein Kelle wurde ein zirka zwei Kilometer entfernt liegendes Dorf bezeichnet, von dem heute nur noch Ruinen vorhanden sind. Groß Kelle war seit 1798 ein Besitz der Familie von Bülow. Erwerber war damals August von Bülow mit seinem Bruder Georg von Bülow. Eigentümer nachfolgend war unter anderem der großherzoglich mecklenburg-schwerinsche Kammerherr Hans von Bülow, verheiratet mit Friedrike von L`Estorq. Es blieb danach ein altes Lehngut mit Klein Kelle, Hauptsmühle und Winkelhof, gesamt 670 ha. Vor der großen Wirtschaftskrise besaßen es der Gerichtsassessor a. D. Emil Glantz mit Wohnsitz in Below und der Oberleutnant d. R. Walter Glantz zu Groß Kelle. Die letzte Besitzerin des Gutes Groß Kelle blieb bis 1945 die Familie Glantz. In der DDR-Zeit bestand in Groß Kelle ein Volkseigenes Gut. Der zentrale Punkt im Dorf war das ehemalige Gutshaus. Hier waren ein Kindergarten, eine Verkaufsstelle, ein Saal mit gastronomischer Betreuung sowie einige Wohnungen untergebracht.
Im Jahre 1996 wurde das Gutshaus von den Grundmauern auf neu errichtet, jedoch nicht im ehemaligen Stil. Heute wird es von der alten pommerschen Adelsfamilie Heydebreck als Wohnhaus genutzt. In den letzten Jahren wurden auch die ehemaligen Tagelöhnerkaten zu komfortablen Wohnungen ausgebaut, dazu kamen einige neue Eigenheime.

## Politik

### Gemeindevertretung und Bürgermeister
Der Gemeinderat besteht (inkl. Bürgermeister) aus sechs Mitgliedern. Die Wahl zum Gemeinderat am 26. Mai 2019 hatte folgende Ergebnisse:
| Partei/Bewerber         | Prozent | Sitze |
| ----------------------- | ------- | ----- |
| Wählergruppe Groß Kelle | 70,41   | 4     |
| CDU                     | 29,59   | 2     |

Bürgermeister der Gemeinde ist Axel Krüger, er wurde mit 72,88 % der Stimmen gewählt.

### Dienstsiegel
Die Gemeinde verfügt über kein amtlich genehmigtes Hoheitszeichen, weder Wappen noch Flagge. Als Dienstsiegel wird das kleine Landessiegel mit dem Wappenbild des Landesteils Mecklenburg geführt. Es zeigt einen hersehenden Stierkopf mit abgerissenem Halsfell und Krone und der Umschrift „GEMEINDE GROß KELLE“.

## Regelmäßige Veranstaltungen
Eine feste Tradition ist das jährlich zu Pfingsten von der Dorfgemeinschaft organisierte Dorffest.

## Verkehr
Groß Kelle liegt nahe der Verbindungsstraße von Sietow an der Bundesstraße 192 über Röbel/Müritz nach Mirow an der Bundesstraße 198. Die Autobahn-Anschlussstelle Röbel an der  Bundesautobahn 19 (Berlin–Rostock) ist etwa neun Kilometer entfernt. Die nächsten Bahnhöfe befinden sich in Malchow und Waren (Müritz).

## Sehenswürdigkeiten
- der Findling Groß Kelle, ein 14 m³ großer Findling südöstlich des Groß Keller Sees[12]
- Eiche mit einem Brusthöhenumfang von 7,70 m (2016)[13]

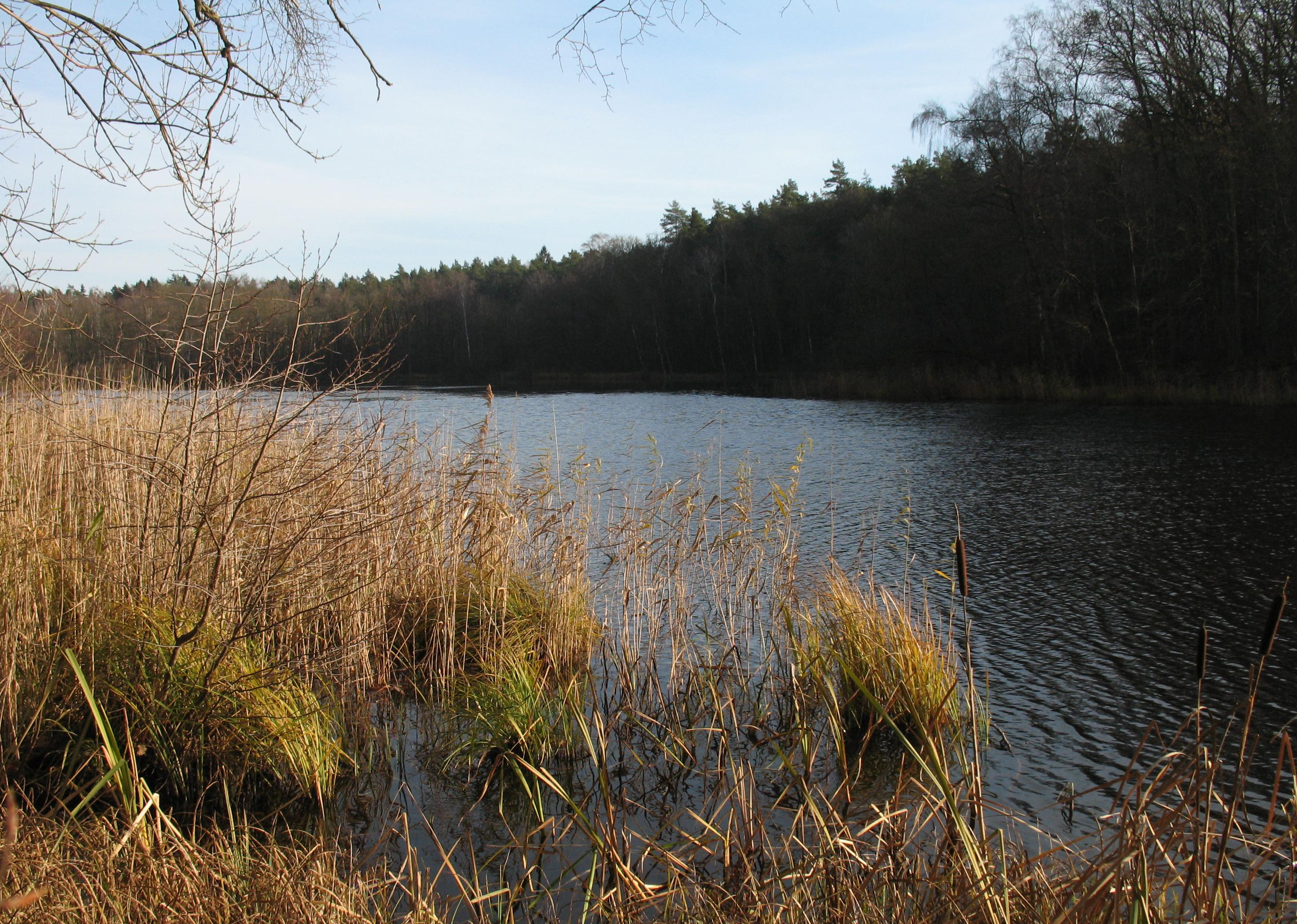
Rohrteich …
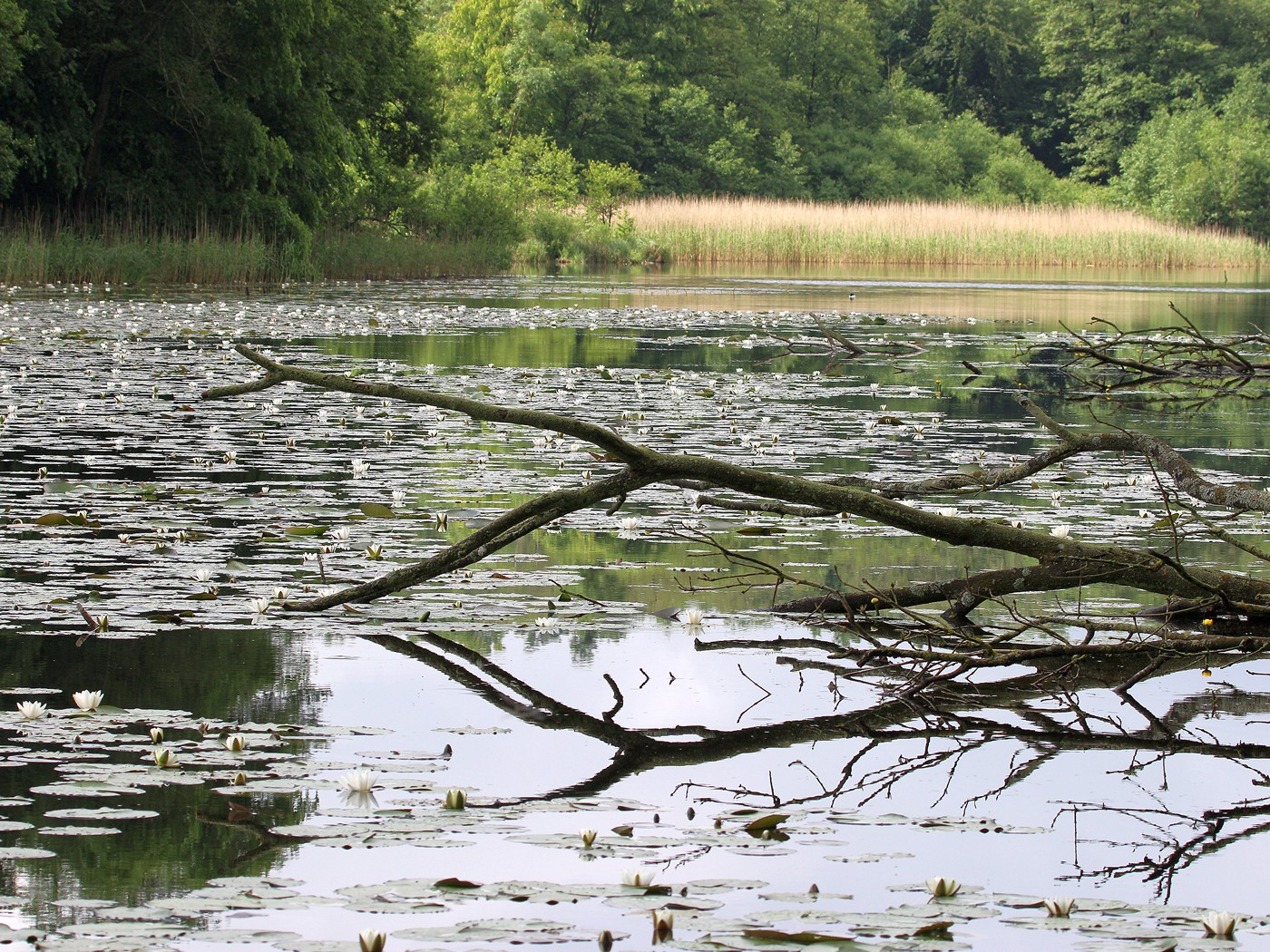
… bei Groß Kelle

## Belege
1. ↑  Statistisches Amt M-V – Bevölkerungsstand der Kreise, Ämter und Gemeinden 2023 (XLS-Datei) (Amtliche Einwohnerzahlen in Fortschreibung des Zensus 2022) (Hilfe dazu).
2. ↑  Samuel Christoph Wagener: Handbuch der vorzüglichsten, in Deutschland entdeckten Alterthümer aus heidnischer Zeit. 1842. Bernhard Friedrich Voigt, Weimar 1842, S. 283–284 (google.de [abgerufen am 20. Mai 2022]).
3. ↑  Paul von Bülow, Jacob Friedrich Joachim von Bülow: Familienbuch der von Bülow. Nach der im Jahre 1780 herausgegebenen Historischen, Genealogischen und Kritischen Beschreibung. In: Familien-Chronik. 1858. Auflage. Abschnitt. Neue Zeit. Linie Plüskow, Tabelle X. Königliche Geheime Ober-Hofbuchdruckerei (R. v. Decker), Berlin 1858, S. 293–294 (google.de [abgerufen am 20. Mai 2022]).
4. ↑  Gothaisches genealogisches Taschenbuch der freiherrlichen Häuser auf das Jahr 1870. In: "Der Gotha". 20. Auflage. Freiherrliche Häuser nach alphabetischer Ordnung., Maltzahn, Bülow. Justus Perthes, Gotha 23. Oktober 1869, S. 549 (uni-duesseldorf.de [abgerufen am 20. Mai 2022]).
5. ↑  Ernst Seyfert, Hans Wehner, W. Baarck: Niekammer`s Landwirtschaftliches Güter-Adreßbücher, Band IV. Landwirtschaftliches Adreßbuch der Rittergüter, Güter und Höfe von Mecklenburg-Schwerin und -Strelitz. Verzeichnis sämtlicher Rittergüter, Güter und Höfe von ca. 20 ha aufwärts mit Angabe der Gutseigenschaft, der Gesamtfläche und des Flächeninhalts der einzelnen Kulturen. In: Mit Unterstützung vieler Behörden und der Landbünde zu Güstrow und Neubrandenburg (Hrsg.): 4. Letzte Ausgabe. 4. Auflage. IV Reihe Paul Niekammer. Verlag von Niekammer`s Adreßbüchern G.m.b.H., Leipzig 1928, S. 197 (g-h-h.de [abgerufen am 20. Mai 2022]).
6. ↑  Carl Holle: XXXI. Jahresbericht des Städtischen Gymnasiums zu Waren 1900.
Schulnachrichten. Waren 31. Progr. - Nro. 705 Auflage. Band 4., Das Zeugnis der Reife erhielten: 2. Emil Glantz. Druck von C. Quandt, Waren 1900, S. 9 (uni-duesseldorf.de [abgerufen am 20. Mai 2022]).
7. ↑  Programm des Groszherzoglichen Gymnasium Friderico-Francisceum zu Doberan. Ausgegeben zu Ostern 1904 von Dr. W. Kühne, Director. 
Schulnachrichten. 1904. Progr. Nr. 760 Auflage. 5. Verzeichnis der Schüler. (Nach der Ordnung von Weihnachten 1903)., Unter-Secunda. 13. Herm. Rehse & Co, Doberan 1904, S. 32 (uni-duesseldorf.de [abgerufen am 20. Mai 2022]).
8. ↑  Wahlergebnisse auf www.amt-roebel-mueritz.de
9. ↑  Reihenfolge nach Stimmenanteil
10. ↑  Wahlergebnisse auf www.amt-roebel-mueritz.de
11. ↑  Hauptsatzung § 1
12. ↑  Erfassungsbeleg Geotop: Findling Groß-Kelle. (PDF; 7 kB) Landesamt für Umwelt, Naturschutz und Geologie Mecklenburg-Vorpommern, 6. Januar 2005.
13. ↑  Eintrag im Verzeichnis Monumentaler Eichen. Abgerufen am 10. Januar 2017.